# Мельник 42

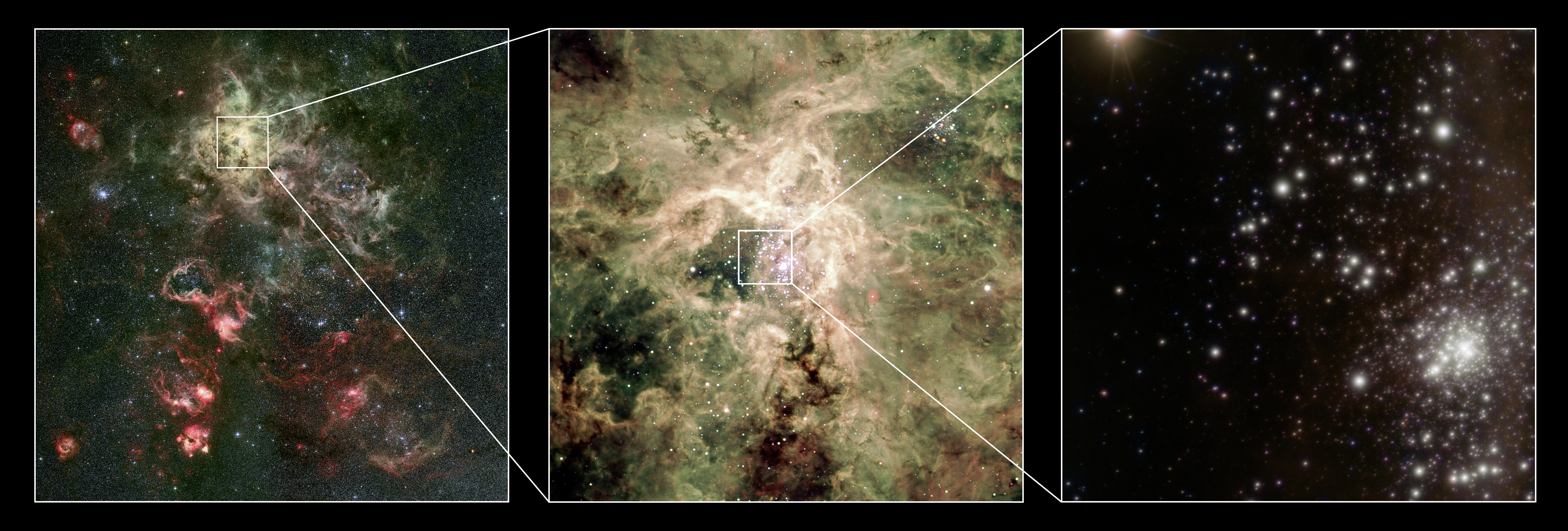
Звёздное скопление R136. Мельник 42 можно увидеть чуть выше скопления на правом изображении

Мельник 42 (Melnick 42, Mk 42) — массивный голубой сверхгигант в туманности Тарантул в Большом Магеллановом Облаке в созвездии Золотой Рыбы. Несмотря на то, что звезда превосходит Солнце по радиусу только в 21 раз, вследствие высокой температуры (43 700 K) звезда является одной из наиболее мощных известных звёзд: светимость составляет 3 600 000 светимостей Солнца. Мельник 42 расположена менее чем в 2 пк от центра скопления R136, но вне ядра скопления.
Первоначально Mk 42 была классифицирована как звезда спектрального класса WN, затем как O3 If, в дальнейшем как O3 If*/WN6. Наконец, введение спектрального класса O2 и усовершенствование спектральной классификации привели к отнесению Mk 42 к классу O2 If*. Несмотря на то, что Mk 42 относится к классу светимости сверхгигантов, сама звезда находится на стадии главной последовательности, в ядре звезды происходит термоядерное горение водорода. Считается, что возраст звезды составляет менее миллиона лет.